# Sandra Donner
Sandra Donner (* 1969 in Braunschweig) ist eine deutsche Historikerin. Donner ist Leiterin des Museums Wolfenbüttel mit den beiden Einrichtungen Schloss-Museum und Bürger-Museum in Wolfenbüttel.

## Leben
Donner ist in Börßum aufgewachsen und besuchte das Gymnasium im Schloss Wolfenbüttel, das sie mit dem Abitur verließ. Sie studierte von 1990 bis 1996 an der Universität Hannover zunächst Musikwissenschaften und später Anglistik und Geschichte. Für ihre Masterarbeit bereiste sie für einige Zeit die USA unter anderem Kalifornien und Los Angeles. Im Anschluss absolvierte sie verschiedene Praktika und Tätigkeiten im Medien- und Bildungswesen. 
2004 wurde Donner an der Universität Hannover mit einer Dissertation über die Mädchen- und Frauenbildung im 19. Jahrhundert in Wolfenbüttel zum Dr. phil. promoviert. Ihre Arbeit erschien 2005 mit dem Titel Von höheren Töchtern und gelehrten Frauenzimmern. Mädchen- und Frauenbildung im 19. Jahrhundert dargestellt an den Schloßanstalten Wolfenbüttel als Band 1006 der Reihe Europäische Hochschulschriften. Geschichte und ihre Hilfswissenschaften in der Frankfurter Peter-Lang-Verlagsgruppe.
Es folgte ein wissenschaftliches Volontariat am Schloss-Museum in Wolfenbüttel, dessen Leitung sie ab 2015 als Nachfolgerin von Hans-Henning Grote übernahm. Seit 2017 ist sie außerdem Leiterin des neu gegründeten Bürger-Museums in Wolfenbüttel, einer Dauerausstellung zur Stadt- und Bürgergeschichte. Beide Häuser zusammen bilden das Museum Wolfenbüttel.
Sandra Donner war Präsidentin des Rotary Clubs Salzgitter-Wolfenbüttel und bis 2021 Stadtheimatpflegerin in Wolfenbüttel. Sie ist Mitglied im Beirat des Braunschweigischen Geschichtsverein sowie Beisitzerin im Verein Kulturstadt Wolfenbüttel. 2023 wurde Donner in die Historische Kommission für Niedersachsen und Bremen berufen und ist dort Mitglied im Vorstand des Arbeitskreises Frühe Neuzeit. Sie veröffentlicht als Autorin und Herausgeberin zahlreiche Werke, vor allem zur Geschichte der Stadt und der Bewohner von Wolfenbüttel, der Bildungsgeschichte mit der Pädagogin und Frauenrechtlerin Anna Vorwerk, aber auch zur Geschichte des Fürstenhauses Braunschweig-Wolfenbüttel.

## Veröffentlichungen (Auswahl)

### Autorin
- Von höheren Töchtern und gelehrten Frauenzimmern. Mädchen- und Frauenbildung im 19. Jahrhundert dargestellt an den Schloßanstalten Wolfenbüttel. (Dissertationsschrift), Lang, Frankfurt 2005, ISBN 978-3-631-53355-0.
- Geschichten und Anekdoten aus dem alten Wolfenbüttel.
  - Band 1: Und sonntags auf zum Sternhaus. Wartberg, Gudensberg-Gleichen 2006, ISBN 978-3-8313-1698-4.
  - Band 2: Einmal Lange und zurück. Wartberg, Gudensberg-Gleichen 2007, ISBN 978-3-8313-1815-5.
- Wolfenbüttel um 1900. Ein Blick auf das Wolfenbüttel zur Zeit der Jahrhundertwende. Aktionsgemeinschaft Altstadt Wolfenbüttel, Wolfenbüttel 2008.
- Aufgewachsen in Wolfenbüttel in den 50er und 60er Jahren. Wartberg, Gudensberg-Gleichen 2009, ISBN 978-3-8313-2006-6.
- Wolfenbüttel vor 100 Jahren. Die alte Herzogstadt im Kaiserreich. mit Hans-Henning Grote, Wartberg, Gudensberg-Gleichen 2012, ISBN 978-3-8313-2258-9.
- Die Geschichte des Dorfes Salzdahlum. Wolfenbüttel 2012.
- Schloss Wolfenbüttel. Residenz der Herzöge zu Braunschweig und Lüneburg. als Mitautorin, Förderverein Museum Wolfenbüttel, Wolfenbüttel 2019, ISBN 978-3-9819905-1-5.

### Herausgeberin
- Es lebe die Republik! Die frühen Weimarer Jahre in Wolfenbüttel. mit Christoph Helm, Museum Wolfenbüttel / Kulturstadt Wolfenbüttel e.V., Wolfenbüttel 2018, ISBN 978-3-9819905-0-8.
- Das Opernglas der Herzogin. Biografien in Selbstzeugnissen und Objekten. mit Matthias Steinbach, Einert & Krink, Schellerten 2019, ISBN 978-3-947803-03-3.
- Made in Wolfenbüttel. (Ausstellungskatalog) mit Markus Gröchtemeier, Verlag Schaufenster, Wolfenbüttel 2022.